# Austrarchaea mainae
Austrarchaea mainae är en spindelart som beskrevs av Norman I. Platnick 1991. Austrarchaea mainae ingår i släktet Austrarchaea och familjen Archaeidae.
Artens utbredningsområde är Western Australia. Inga underarter finns listade.